# Клан Мар

Герб вождів клану Мар та графів Мар.

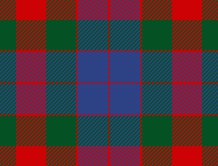
Тартан клану Мар.

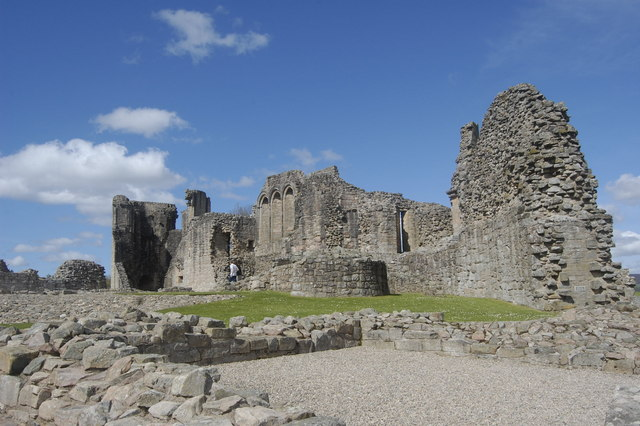
Руїни замку Кілдруммі.

Клан Мар (шотл. гел. Clan Mar, Clan Marr) — один з кланів рівнинної частини Шотландії — Лоулендсу. Клан відомий також як «плем’я Мар». Хоча клан Мар вважається рівнинним кланом Шотландії, але цей клан одночасно відносять до грампіанських горян (шотл. гел. Am Monadh) Шотландії. Клан Мар є одним з найдавніших кланів Шотландії. Вождями клану Мар традиційно були графи Мар. Хоча деякий час титул граф Мар належав вождям інших кланів — Дуглас, Стюарт, Ерскін. Нині вождем клану Мар є жінка — графиня Мар. 
Гасло клану — лат. Pans Plus — «більше думай»
Землі клану: Абердиншир
Вождь клану: Маргарита Мар — XXXI графиня Мар
Резиденція вождя клану: Замок Грейт Вітлі — Ворсестершир
Історична резиденція вождя клану: Замок Кілдруммі (шотл. гел. Kildrummy Castle)
Союзні клани: Брюс

## Історія клану Мар

### Походження клану Мар
У давні часи існувало королівство Мар, що було колись частиною королівства піктів — Альби, пізніше стало частиною королівства Шотландії, як мормерство Мар. У давні часи землі Мар населяли племена піктів. Сам клан Мар стверджує, що вони походять саме від піктів та їх королів. Пізніше мормери Мар стали графами Мар. Територія королівства, а потім графства Мар була розташована між річками Ді, Ангус та Дон — від верхів'їв річки Ангус до міста Абердин.
Доналдьд Мар — мормер Мар, що жив у X — XI століттях воював на боці верховного короля Ірландії Бріана Бору проти вікінгів і брав участь у битві під Клонтарф у 1014 році. У королівській грамоті 1114 року щодо земель абатств Сконе згадується Руадрі Мар або Рохрі Мар (шотл. гел. Rothri Mar, Ruadrí Mar) — мормер Мар. Пізніше він отримав титул, що латинською мовою звучало як комес і відповідало титулу граф. Він помер 1132 року. Назва Мар була визнана найдавнішою назвою з чинних досі в Шотландії, і графство Мар у свій час було найважливішим графством в королівстві Шотландія.
У 1152 році Моргунд Мак-Гіллоклері — II граф Мар згадується в королівській грамоті щодо земель Данфермлінского абатства як свідок. Моргунд Мак-Гіллоклері (шотл. гел. Morgund Mac Giloclery) вперше з'являється на історичній сцені в 1147 році (помер у 1183 році). Нащадки Моргунда довгий час очолювали клан Мар.
Вільям Мар — V граф Мар був одним з регентів Шотландії та великим чемберленом королівства у 1264 році. Сином Вільяма Мара був Дональд I — VI граф Мар, що був посвячений в лицарі в Сконе — давній столиці Шотландії королем Шотландії Олександром III. Дональд I був свідком під час шлюбу короля Норвегії Еріка II та шотландської принцеси Маргарет. Дональд I визнав дочку Еріка II — Маргарет законною спадкоємицею престолу Шотландії. До історії вона ввійшла як «Маргарита Норвезька діва». Вона повинна була зійти на трон Шотландії на місце загиблого у 1286 році короля Олександра III. Але Маргарет не судилося стати королевою Шотландії — вона померла по дорозі в столицю в Оркні — на Оркнейських островах. Смерть малолітньої спадкоємиці трону викликала в Шотландії суперечку за трон і корону. У цю суперечку втрутився король Англії Едвард I Довгоногий, що закінчилось завоюванням Шотландії Англією. У XIII столітті вожді клану Мар збудували могутній замок Кілдруммі, що став столицею клану.

### XIV століття— війна за незалежність Шотландії
Під час війни за незалежність Шотландії клан Мар та граф Мар підтримали повстанців та Роберта Брюса як претендента на трон Шотландії. Старша дочка вождя клану Мар — Дональда Мара — Ізабелла Мар стала дружиною Роберта Брюса. Брат Ізабели — Гретні став VII графом Мар. Він одружився з Христиною Брюс — сестрою короля Роберта I Брюса. Гретні Мара змінив на посаді вождя клану Мар його син Дональд II, що став VIII графом Мар. Дональд потрапив в полон до англійців під час битви під Метвен у 1306 році. Його відвезли в Англію як заручника і не відпускали до перемоги шотландців у битві під Баннокберн у 1314 році. Після цієї битви його, а також інших заручників, включаючи дружину, сестру і дочку Роберта Брюса обміняли на графа Герефорда. Граф Мар був обраний регентом Шотландії у 1332 році, але він носив цей титул лише кілька днів. Якраз в ці дні Едвард Балліоль з англійськими військами напав на Шотландію і підійшов до Перту. Граф Мар зібрав армію для війни. Але в глупу ніч, коли всі воїни спали англійські війська напали на табір і вбили всіх. Серед вбитих був і граф Мар.
Син Дональда — Томас Мар — IX граф Мар помер не лишивши нащадків. Титул графа Мар та посада вождя клану Мар перейшли до Маргарет Мар — графині Мар, його сестри. Від Маргарет Мар титул перейшов до дочки — Ізабель Дуглас, що стала графинею Мар. Другим чоловіком Ізабелли був Олександр Стюарт, що став графом Мар. Він був сином Олександра Стюарта — графа Бухан (Бьюкен), що був відомий як «Вовк Баденох». До кінця XIV століття клан Мар був одним із найвпливовіших і наймогутніших в Шотландії, але потім він занепав, втратив свої володіння і клан Дуглас відтіснив його від владних повноважень в Шотландії.

### XV—XVI століття
Ізабелла Дуглас померла не лишивши нащадків. Графство Мар отримав Роберт Ерскін, що походив від Елін — дочки Гретні — VII графа Мар. Роберт Ерскін був де-юре XIII графом Мар. 
У 1404 році сер Олександр Стюарт (1375—1435) — старший позашлюбний син «Баденохського вовка», користуючись покровительством свого вуйка — Регента Шотландії, герцога Олбані, захопив замок Кілдрумми й примусив его господиню Ізабеллу Дуглас (пом. 1408 р.), графиню Мар, вдову сера Малкольма Драммонда Страхарда (пом. 1402 р.), вийти за нього заміж. По нав'язаному шлюбному контракту, Ізабелла передала своєму новому чоловіку права на графство Мар, лордство Гаріох (шотл. гел. Garioch) та інші свої володіння. Після смерті бездітного Олександра графство відійшло до корони, не дивлячись на те, що був імовірний спадкоємець — Роберт Ерскін — І лорд Ерскін (пом. у 1453 році), по матері — праправнук Гартнета Гартні (шотл. гел. Gartnet Gratney) (пом. близько 1305 року) — VII графа Мар.
Протягом XV—XVI століть титул графа Мар чотири рази знову створювався для людей з королівського клану Стюарт, аж доки в 1565 році Марія Стюарт не дарувала його лордам Ерскін — вождям клану Ерскін.

### XVII століття
У 1615 році вождь клану Мар — Джон Ерскін — XX граф Мар отримав посаду губернатора Единбурзького замку. Під час громадянської війни він підтримав короля Карла I. Лорд Ерскін воював в лавах роялістів і брав участь у битві під Кілсіт у 1615 році. За підтримку роялістів землі та маєтки клану Мар були конфісковані республіканцями. Пізніше, під час реставрації монархії, король Карл II повернув клану Мар маєтки та землі 1660 році.

### XVIII століття
Вождь клану Мар — Джон Ерскін — XXII граф Мар підтримав претензії Стюартів на трон Шотландії та повстання якобітів. Його син — Джон XXIII граф Мар і герцог Мар позбувся всіх титулів за підтримку повстання якобітів. Але всі ці титули були відновлені актом парламенті у 1824 році. 

## Башта і місто Оллоа
Збудована у XIV—XV століттях Башта Оллоа була відреставрована в XVIII столітті й потім ще раз на початку XXI століття, зберегла середньовічний дерев’яний дах. У 1360 році місто Оллоа було віддане під контроль сера Роберта Ерскіну, і його нащадки досі не втратили зв'язок з містом і все ще володіють цією баштою.

## Графи Мар з клану Ерскін
У 1565 році королева Марія I Стюарт подарувала титул графів Мар вождю клану Ерскін.
У 1615 році вождь клану Ерскін — Джон Ерскін — XX граф Мар став комендантом замку Единбургу.Під час революції та громадянської війни на Британських островах воював на стороні короля Карла I та брав участь у битві під Кілсіт у 1645 році. Його володіння були конфісковані «круглоголовими», а потім у 1660 році повернені королем Карлом II.
Широко відомим був Чарльз Ерскін — XXII граф Мар, що активно підтримав повстання якобітів. Після його поразки він пішов у вигнання, але його син Джон Ерскін — XXIII граф Мар зумів у 1824 році повернути титули, маєтки та місто і замок Оллоа. 

## Вождь клану Мар
Нині клани Мар та Ерскін є окремими кланами та мають різних вождів. Нинішнім вождем клану Мар є Маргарита Мар — XXXI графиня Мар, що походить від давніх графів Мар, що були визнані такими у 1404 році. У 1885 році актом парламенту було визнано право за її предками на цей титул. Клан Ерскін має окремого вождя. Нині це Джеймс Ерскін — XIV граф Мар іншої лінії графів Мар, що була утворена в 1565 році. І це було визнано палатою лордів у 1875 році.

## Замки клану Мар
- Замок Кілдруммі, Абердиншир — був резиденцією вождів клану Мар та резиденцією графів Мар. Замок побудований його світлістю Вільгельмом — V графом Мар та Дональдом I — VI графом Мар.

## Септи клану Мар
- Марр (шотл. гел. Marr)
- Маррс (шотл. гел. Marrs)
- Майр (шотл. гел. Mair)
- Майрс (шотл. гел. Mairs)
- Моррен (шотл. гел. Morren)
- Страхан (шотл. гел. Strachan)
- Тоу (шотл. гел. Tough)